# César chez les Gaulois
Pour plus de détails, voir Fiche technique et Distribution.
César chez les Gaulois est un dessin animé français réalisé par René Clément, sorti en 1931.

## Synopsis
Pendant que le gardien du musée somnole, une bataille s'engage entre Jules César et Vercingétorix, ramenés à la vie par la maladresse de deux enfants. Toutes leurs troupes se réveillent et prennent le train pour Alésia. Après de rudes combats, les Romains finissent par l'emporter, une nouvelle fois, mais Vercingétorix, en se rendant, jette ses armes sur César qui est blessé. Tous sont ramenés au musée dans un piètre état et remis sur leurs piédestaux.

## Fiche technique
- Titre français : César chez les Gaulois
- Réalisation : René Clément et Maurice Clément
- Scénario : Léon Caillet
- Animation : René Clément
- Musique : Guido Curti
- Pays d'origine :  France
- Langue originale : français
- Format : noir et blanc — 35 mm — 1,37:1 — son Mono
- Genre : dessin animé
- Durée : 11 minutes
- Dates de sortie :  France : 1931